# UFC 116
UFC 116: Lesnar vs. Carwin est un événement de mixed martial arts qui a été tenu par Ultimate Fighting Championship le 3 juillet 2010 à la MGM Grand Garden Arena de Las Vegas Nevada, États-Unis.

## Arrière-plan
Shane Carwin, qui avait gagné le titre intérimaire des poids lourds de l'UFC en battant Frank Mir lors de l'UFC 111, a rencontré le champion de l'époque, Brock Lesnar. Les deux devaient initialement s'affronter à l'UFC 106, puis à l'UFC 108, avant que Carwin ne rencontre Mir, mais Lesnar a repoussé le combat à la suite d'une maladie :(Sigmoïdite) qui l'a tenu éloigné des salles d'entrainement.
Ce combat fut l'objet d'une promotion intensive de la part de l'organisation, et fut vendu comme le plus gros combat de poids lourds de l'histoire de l'UFC. En effet, les deux combattants étant des athlètes aux dimensions exceptionnelles (les deux  pèsent plus de 120 kg), combattant dans la catégorie « reine ». Cette carte fut le deuxième plus gros Pay-Per-View de l'histoire du combat libre.
Wanderlei Silva a dû se retirer du co-main event contre Yoshihiro Akiyama à cause d'une côte cassée et de son genou droit. Chris Leben l'a alors remplacé.
Le vainqueur de ce combat était programmé pour défendre le titre contre Cain Velasquez.

## Résultats

### Carte préliminaire
- Heavyweight:  Jon Madsen vs.  Karlos Vemola

Madsen bat Vemola par décision unanime (30-27, 30-27, 30-27).
- Welterweight:  Daniel Roberts vs.  Forrest Petz

Roberts bat Petz par décision partagée (29-28, 29-28, 28-29).
- Middleweight:  Gerald Harris vs.  Dave Branch

Harris bat Branch par KO (slam) à 2:35 du round 3.
- Middleweight:  Kendall Grove vs.  Goran Reljic

Grove bat Reljic par décision partagée (30-27, 28-29, 29-28).

### Carte préliminaire (diffusée sur Spike TV)
- Light Heavyweight:  Seth Petruzelli vs.  Ricardo Romero

Romero bat Petruzelli par soumission (armbar) à 3:05 du round 2.
- Heavyweight:  Brad Schaub vs.  Chris Tuchscherer

Schaub bat Tuchscherer par TKO (strikes) à 1:07 du round 1.

### Carte principale
- Lightweight:  George Sotiropoulos vs.  Kurt Pellegrino

Sotiropoulos bat Pellegrino par décision unanime (30-27, 30-27, 29-28).
- Light Heavyweight:  Krzysztof Soszynski vs.  Stephan Bonnar

Bonnar bat Soszynski par TKO (strikes) à 3:08 du round 2.
- Welterweight:  Chris Lytle vs.  Matt Brown

Lytle bat Brown par soumission (mounted triangle/straight armbar) à 2:02 du round 2.
- Middleweight:  Yoshihiro Akiyama vs.  Chris Leben

Leben bat Akiyama par soumission (triangle choke) à 4:40 du round 3.
- Heavyweight Championship:  Brock Lesnar (c) vs  Shane Carwin (ic)

Lesnar bat Carwin par soumission (arm triangle choke) à 2:19 du round 2 et garde son titre poids lourds. Unifie son titre avec le titre intérimaire de Carwin.

## Bonus de la soirée
Les combattants mentionnés ont reçu la somme de 75 000 $.
- Combat de la soirée : Krzysztof Soszynski vs. Stephan Bonnar et Yoshihiro Akiyama vs. Chris Leben
- KO de la soirée: Gerald Harris
- Soumission de la soirée: Brock Lesnar

## Salaires reportés
Les salaires suivants sont ceux déclarés à la Nevada State Athletic Commission. Cela n'inclut pas les bonus et contrats publicitaires.
- Brock Lesnar $400,000 (no win bonus) def. Shane Carwin ($40,000)
- Chris Leben $86,000 ($43,000 win bonus) def. Yoshihiro Akiyama ($45,000)
- Chris Lytle $52,000 ($26,000 win bonus) def. Matt Brown ($10,000)
- Stephan Bonnar $50,000 ($25,000 win bonus) def. Krzysztof Soszynski ($10,000)
- George Sotiropoulos $24,000 ($12,000 win bonus) def. Kurt Pellegrino ($25,000)
- Brendan Schaub $20,000 ($10,000 win bonus) def. Chris Tuchscherer ($12,000)
- Ricardo Romero $16,000 ($8,000 win bonus) def. Seth Petruzelli ($10,000)
- Kendall Grove $50,000 ($25,000 win bonus) def. Goran Reljic ($5,000)
- Gerald Harris $20,000 ($10,000 win bonus) def. Dave Branch($6,000)
- Daniel Roberts $12,000 ($6,000 win bonus) def. Forrest Petz ($6,000)
- Jon Madsen $16,000 ($8,000 win bonus) def. Carlos Vemola ($8,000)

## Musique d'entrée des combattants
| Fighter             | Artiste                                | Chanson                               | Album                                                    |
| ------------------- | -------------------------------------- | ------------------------------------- | -------------------------------------------------------- |
| Brendan Schaub      | Eminem                                 | Square Dance                          | The Eminem Show                                          |
| Brock Lesnar        | Metallica                              | Enter Sandman                         | Metallica                                                |
| Chris Leben         | Red Hot Chili Peppers                  | Love Rollercoaster                    | Beavis et Butt-Head se font l'Amérique : Voix originales |
| Chris Lytle         | P.O.D.                                 | Lights Out                            | Testify                                                  |
| Chris Tuchscherer   | Skillet                                | Monster                               | Awake                                                    |
| George Sotiropoulos | Black Sabbath                          | Iron Man                              | Paranoid                                                 |
| Karlos Vemola       | ???                                    | ???                                   | ???                                                      |
| Jon Madsen          | Prong                                  | Snap Your Fingers, Snap Your Neck     | Cleansing                                                |
| Krzysztof Soszynski | The Presets                            | My People                             | Apocalypso                                               |
| Kurt Pellegrino     | Eminem                                 | Not Afraid                            | Recovery                                                 |
| Matt Brown          | Hank Williams, Jr.                     | I'd Love to Knock the Hell Out of You | Stormy                                                   |
| Shane Carwin        | Drowning Pool                          | Bodies                                | Sinner                                                   |
| Stephan Bonnar      | The Who                                | Eminence Front                        | It's Hard                                                |
| Yoshihiro Akiyama   | Andrea Bocelli (feat. Sarah Brightman) | Time to Say Goodbye (Con te partirò)  | Time to Say Goodbye                                      |